# Leopold von Rauch

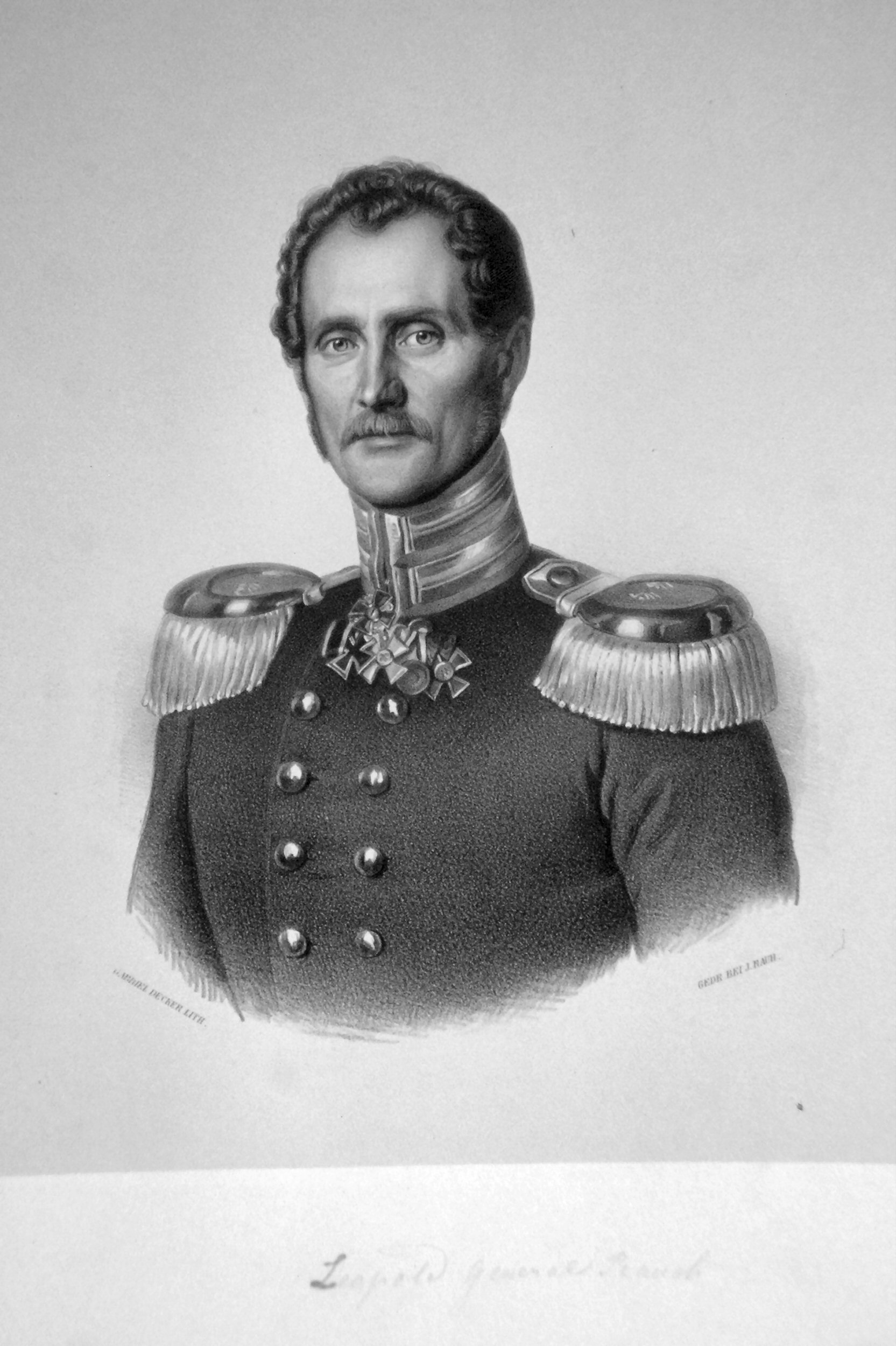
Generalmajor Leopold von Rauch, Lithographie von Gabriel Decker, ca. 1850

Gustav Adolf Leopold von Rauch (* 27. Februar 1787 in Königsberg i.Pr., heute Kaliningrad; † 26. November 1860 in Trziblitz/Böhmen, heute Třebívlice) war ein preußischer Generalmajor und Mitglied der Direktion der Allgemeinen Kriegsschule.

## Leben

### Eltern und Geschwister
Leopold von Rauch entstammte der preußischen Adelsfamilie Rauch. Er war das achte der zwölf Kinder von Generalmajor Bonaventura von Rauch, Direktor der preußischen Ingenieurakademie in Potsdam, und dessen Ehefrau Johanna, geborene Bandel (1752–1828).
Zu seinen Brüdern zählten der preußische Kriegsminister und Ehrenbürger von Berlin, General der Infanterie Gustav von Rauch, und der preußische Militärbevollmächtigte in St. Petersburg und Generaladjutant König Friedrich Wilhelms IV., Generalleutnant Friedrich Wilhelm von Rauch.
Zu seinen Nichten gehörte Rosalie Gräfin von Hohenau, geborene von Rauch (1820–1879), seit 1853 morganatische, zweite Ehefrau von Prinz Albrecht von Preußen (1809–1872), des jüngsten Bruders von König Friedrich Wilhelm IV. und Kaiser Wilhelm I.
Als Ehemann von Amélie von Levetzow war Rauch Schwager von Ulrike von Levetzow, die Goethe zu seiner „Marienbader Elegie“ veranlasste.

### Militärischer Werdegang
Leopold von Rauch besuchte von 1799 bis 1803 die preußischen Kadettenanstalten in Stolp und Berlin. Anschließend wurde er als Portepee-Fähnrich dem Infanterie-Regiment von Puttkamer Nr. 36 in Brandenburg an der Havel zugeteilt. 1806/07 nahm er am Koalitionskrieg gegen das napoleonische Frankreich teil. In Folge der preußischen Kapitulation wurde er inaktiv, währenddessen jedoch zum Sekondeleutnant befördert, allerdings bei halbem Gehalt. 1809 ließ sich Leopold von Rauch beim Leib-Infanterie-Regiment Nr. 8 reaktivieren. Das Regiment war als neuer Verband in Berlin aufgestellt worden. 1811 wurde Rauch als Adjutant zum Normal-Infanteriebataillon kommandiert, welches dem Garde Regiment zu Fuß in Potsdam angegliedert war. 1813 erhielt er die Beförderung zunächst zum Premierleutnant und noch im selben Jahr zum Stabskapitän. Während der Befreiungskriege wurde er als Adjutant der Garde-Reservebrigade, beim Chef des Generalstabs des II. Armeekorps und als Adjutant der 1. Gardebrigade verwendet und mit dem Eisernen Kreuz II. Klasse ausgezeichnet. In der Schlacht bei Kulm 1813 erlitt Leopold von Rauch eine so schwere Verwundung, dass er von da an nur noch in Adjutanturen bzw. in militärischen Stäben verwendet werden konnte. Herzog Karl zu Mecklenburg-Strelitz, Kommandeur der Gardebrigade und Bruder der Königin Luise, beurteilte seine Adjutanten Rauch: „Gleich tätig und fähig. Er hat eine treffliche Haltung in seinem ganzen Benehmen und ist sehr empfehlenswert.“
1819 wurde Leopold von Rauch zum Major ernannt. Dem 2. Garde-Regiment zu Fuß aggregiert, war er von 1822 bis 1833 Platzmajor am Standort Potsdam.
1833 wechselte er als Mitglied in die Direktion der Allgemeinen Kriegsschule in Berlin, das heißt der späteren preußischen Kriegsakademie, um dort künftige Stabsoffiziere und Generalstäbler auszubilden. Nachdem Rauch 1834 zum Oberstleutnant befördert worden war, wurde ihm 1834 die Aufgabe des preußischen Kommissars für die Revue von Kalisch übertragen, die der russische Zar Nikolaus I. und König Friedrich Wilhelm III. von Preußen 1835 als gemeinsames Großmanöver in Kongresspolen veranstalteten. Zum Abschluss der Revue erhielt Rauch den russischen Annen-Orden II. Klasse.
Nachdem er 1836 zum Oberst befördert worden war, stieg Leopold von Rauch als Mitglied in der Direktion der Allgemeinen Kriegsschule schließlich 1842 zum Generalmajor auf. 1848 trat er in den Ruhestand.
Als Potsdamer Platzmajor wohnte Leopold von Rauch mit Ehefrau und Familie zunächst in der Straße Am Kanal 22 (heute Yorckstraße 4) und ab 1830 in der Brauerstraße 4 neben dem Palast Barberini. Nach seiner Versetzung an die Allgemeine Kriegsschule in Berlin 1833 lebte er in einer Dienstwohnung im zugehörigen Schulgebäude in der Burgstraße 19. Nach seiner Pensionierung zog der verwitwete Rauch zu seinem Sohn Adalbert und dessen Familie ins böhmischen Trziblitz.
Dort starb der pensionierte General 1860. Sein Leichnam wurde nach Potsdam überführt. Auf dem Alten Friedhof fand er neben seiner bereits 1831 gestorbenen Ehefrau Amélie von Rauch geb. von Levetzow und seiner Mutter Johanna von Rauch (gestorben 1828) seine letzte Ruhestätte. 1917 erfolgte eine Umbettung. Auch diese Rauchsche Grabstelle besteht nicht mehr. Jedoch konnte das gusseiserne Grabkreuz für die Ehefrau Amélie von Rauch erhalten werden. Es befindet sich heute im Steinmetzhof des Potsdamer Alten Friedhofs.

### Ehefrau Amélie von Levetzow und ihre Schwestern Ulrike von Levetzow und Bertha Freifrau Mladota von Solopisk geb. von Levetzow
Leopold von Rauch heiratete am 20. Februar 1827 in Prag bzw. Trziblitz/Böhmen (Třebívlice) Amélie von Levetzow aus dem Hause Teschow-Koppelow (* 6. Februar 1805 in Leipzig; † 1. Oktober 1831 in Potsdam). Sie starb jung bei der Geburt des dritten Sohnes.
Amélie von Levetzow war die zweite Tochter des mecklenburg-schwerinschen Kammerherrn und Hofmarschalls Otto von Levetzow, Besitzer der Rittergüter Hohen-Mistorf und Teschow, und dessen erster Ehefrau Amalie, geborene von Brösigke.
Nach der Scheidung von ihrem ersten Ehemann heiratete Amélies Mutter Amalie in zweiter Ehe den Offizier Friedrich Carl Ulrich von Levetzow. Nachdem dieser 1815 in der Schlacht von Waterloo gefallen war, wurde ihr dritter Ehemann 1843 Franz Graf von Klebelsberg-Thumburg, ehemaliger Präsident der Wiener Hofkammer und Mitbegründer des Nationalmuseums in Prag, dem in Böhmen das Gut Trziblitz (Třebívlice) und in Marienbad (Mariánské Lázně) das Klebelsbergsche Palais, das spätere Hotel „Weimar“ gehörte.
Leopold von Rauchs Ehefrau Amélie hatte zwei Schwestern:
- Die ältere, Ulrike von Levetzow (1804–1899), veranlasste Johann Wolfgang von Goethe 1823 zu seinem Gedicht „Marienbader Elegie“; sie erbte von ihrem Stiefvater Franz Graf von Klebelsberg das Gut Trziblitz (Třebívlice). Briefe Leopold von Rauchs dokumentieren seine Verehrung für Ulrike von Levetzow. Der verwitwete Rauch verbrachte seine letzten Lebensjahre in Trziblitz (Třebívlice) und starb dort 1860.[11][12][13]
- Amélies jüngere Halbschwester aus der zweiten Ehe ihrer Mutter Amalie mit Friedrich Carl Ulrich von Levetzow, Bertha Freifrau Mladota von Solopisk, geborene von Levetzow (1808–1884), erwarb in der Nachbarschaft von Trziblitz (Třebívlice) das Gut Netluk (Pnětluky). Ihr kam es darauf an, in räumlicher Nähe zu ihrer Mutter und ihrer Schwester Ulrike zu leben. Netluk (Pnětluky) gehört zur Gemeinde Podseditz (Podsedice).

Johann Wolfgang von Goethe stand nicht nur mit Ulrike von Levetzow in persönlicher Verbindung, sondern auch mit ihrer Mutter Amalie und ihren beiden Schwestern Amélie und Bertha. 1827 nahm Goethe deshalb auch Anteil an der Eheschließung von Amélie von Levetzow mit Leopold von Rauch.

### Sohn Franz von Rauch und Nachkommen
Das Ehepaar Leopold und Amélie von Rauch hatte drei Söhne, von denen der jüngste 1831 nur wenige Tage nach seiner Geburt starb.
Der älteste Sohn, Franz von Rauch (* 1828 in Potsdam; † 1911 in Netluk - Pnětluky), wuchs nach dem frühen Tod seiner Mutter bei seiner Tante Ulrike von Levetzow in Trziblitz (Třebívlice) auf. Zwischen Ulrike von Levetzow und ihrem Neffen Franz von Rauch bestand eine herzliche verwandtschaftliche Verbindung; sie fand ihren Ausdruck in einer regen, umfangreichen brieflichen Korrespondenz. Dank seines Stiefgroßvaters Graf Klebelsberg erhielt er – wie auch sein jüngerer Bruder Adalbert – Hausunterricht, und zwar zunächst durch den katholischen Reformpädagogen Johann von Hermann und später durch den evangelischen Theologen Carl Erhard Buschbeck.
Franz von Rauch leistete 1845/1846 zunächst seine militärische Dienstpflicht als Einjährig-Freiwilliger in der preußischen Armee ab. 1847 wechselte er in die k.k. Armee als Kavallerieoffizier und stieg im österreichischen 1. Ulanen-Regiment Graf Civalart, das im böhmischen Pardubitz (Pardubice) stationiert war, zum Premier-Rittmeister auf. 1857 trat er in den Ruhestand. 1910 wurde ihm der Charakter eines k.u.k. Majors der Landwehr verliehen. Über seine Zeit als österreichischer Civilart-Ulanenoffizier legte er ein 1914 veröffentlichtes Tagebuch an.
Von seiner zweiten Tante Bertha Freifrau Mladota von Solopisk, geborene von Levetzow erbte Franz von Rauch 1884 das Gut Netluk (Pnětluky), das er seit seinem Ausscheiden aus dem aktiven Militärdienst bereits verwaltet hatte. In Netluk legte er eine archäologisch-mineralogische Sammlung an, die 1912 in das Museum der Stadt Aussig (Ústí nad Labem) gelangte. Der Maler Josef Zumsande fertigte 1851 ein Porträt Franz von Rauchs an, das ihn als österreichischen Ulanenoffizier zeigt.
Franz von Rauch war mit Aminka (auch Amalia) Züllich von Zülborn (1833–1893), einer Malerin, verheiratet, Tochter des k.k. Majors Emanuel Züllich von Zülborn und dessen Ehefrau Eleonore, geborene Gräfin Wratislaw von Mitrowitz.
Das Grab von Franz und Aminka von Rauch auf dem Friedhof des benachbarten Dlažkovice (deutsch Dlaschkowitz) besteht fort, ebenso das daran anschließende Grab ihres Sohnes Joseph von Rauch (1862–1911).
Nach dem Tod von Franz erbte Netluk (Pnětluky) seine Tochter Louise von Rauch (1860–1946), die unverheiratet blieb. Louise von Rauch adoptierte Ulrike von Levetzow (1886–1955), die mit dem Industriellen, Rennstallbesitzer und Präsidenten des Internationalen Clubs Baden-Baden Richard Haniel (1865–1937) verheiratet war (Ulla Haniel von Rauch).

### Sohn Adalbert von Rauch und Nachkommen
Der zweite Sohn von Leopold und Amélie von Rauch, Adalbert von Rauch (* 1829 in Potsdam; † 1907 in Ramholz bei Schlüchtern/Hessen), wurde der Rauchschen Familientradition folgend zunächst preußischer Offizier. Als preußischer Premierlieutenant wechselte er – ein sehr seltener Fall – zur österreichischen Armee und trat dort schließlich als k.u.k. Oberst in den Ruhestand.
Adalbert von Rauch erbte von seiner Tante Ulrike von Levetzow das böhmische Gut Trziblitz (Třebívlice). Auf die Übernahme bereitete er sich auf der sächsischen Forstakademie Tharandt vor.
Nach dem Tod seiner Tante Ulrike 1899 war Adalbert zusammen mit seinem Bruder Franz darauf bedacht, den Nachlass Ulrike von Levetzows und die Erinnerungen an ihre Begegnungen mit Goethe zu bewahren und für die Öffentlichkeit zugänglich zu machen. In der heutigen Dauerausstellung des Regionalmuseums von Most ist der Trziblitzer Salon Ulrike von Levetzows mit Teilen des Originalinventars nachgebildet. Dabei werden auch Gemälde, Stiche und Fotos zu Ulrike von Levetzows Verwandtenkreis Levetzow-Rauch präsentiert. Im ehemaligen Gartenhaus von Schloss Trziblitz befindet sich ebenfalls eine Dauerausstellung, die an Ulrike von Levetzow und die mit ihr verwandten Familien Levetzow-Rauch erinnert.
1901 veräußerte Adalbert Gut Trziblitz an die Stadt Brüx (Most).
Adalbert von Rauch war verheiratet mit Ludovika Freiin von Blittersdorff (1827–1918), Tochter des badischen Staatsministers Friedrich Freiherr von Blittersdorff und dessen Ehefrau Maximiliane, geborene Brentano. Maximiliane Brentano war die Enkelin des Großkaufmanns und Bankiers Franz Brentano (Halbbruder von Clemens Brentano und Bettina von Arnim, geborene Brentano) und dessen Ehefrau Antonie Brentano, geborene Edle von Birkenstock (Adressatin von Ludwig van Beethovens „Brief an die Unsterbliche Geliebte“).
Eine Doppelporträtzeichnung des österreichischen Malers Edward von Steinle aus dem Jahr 1846 zeigt Ludovika von Blittersdorff (später verehelichte von Rauch) gemeinsam mit ihrer Schwester Antonie.
Von dem Dresdner Impressionisten Robert Sterl ließ Adalbert und Ludovica von Rauchs Tochter Ludovica Freifrau von Stumm-Ramholz ihren Vater 1904 porträtieren.

### Enkelin Ludovica Freifrau von Stumm-Ramholz, geborene von Rauch und weitere Nachkommen
Adalbert und Ludovika von Rauchs Tochter war Ludovica Freifrau von Stumm, geborene von Rauch (1866–1945). Seit 1882 mit dem Industriellen Hugo Freiherrn von Stumm-Ramholz verheiratet, lebte sie auf Schloss Ramholz in Hessen.
Die Enkelin des Ehepaars Rauch, Margarete Freiin von Stumm (1884–1917), heiratete 1906 den späteren Staatssekretär des Auswärtigen Amtes, Richard von Kühlmann (1873–1948).
Ihr Urenkel war der FDP- und CDU-Bundespolitiker Knut Freiherr von Kühlmann-Stumm (1916–1977).
Adalbert und Ludovika von Rauch sind mit ihren Nachfahren im Kühlmann-Stummschen Erbbegräbnis beigesetzt, das sich im Park von Ramholz befindet.